# Iodes hookeriana
Iodes hookeriana är en tvåhjärtbladig växtart som beskrevs av Henri Ernest Baillon. Iodes hookeriana ingår i släktet Iodes och familjen Icacinaceae. Inga underarter finns listade i Catalogue of Life.